# Amor sacro e Amor profano
L'Amor sacro e Amor profano è un dipinto a olio su tela (118 × 279 cm) di Tiziano, databile al 1515 circa e conservato nella Galleria Borghese di Roma.

## Storia

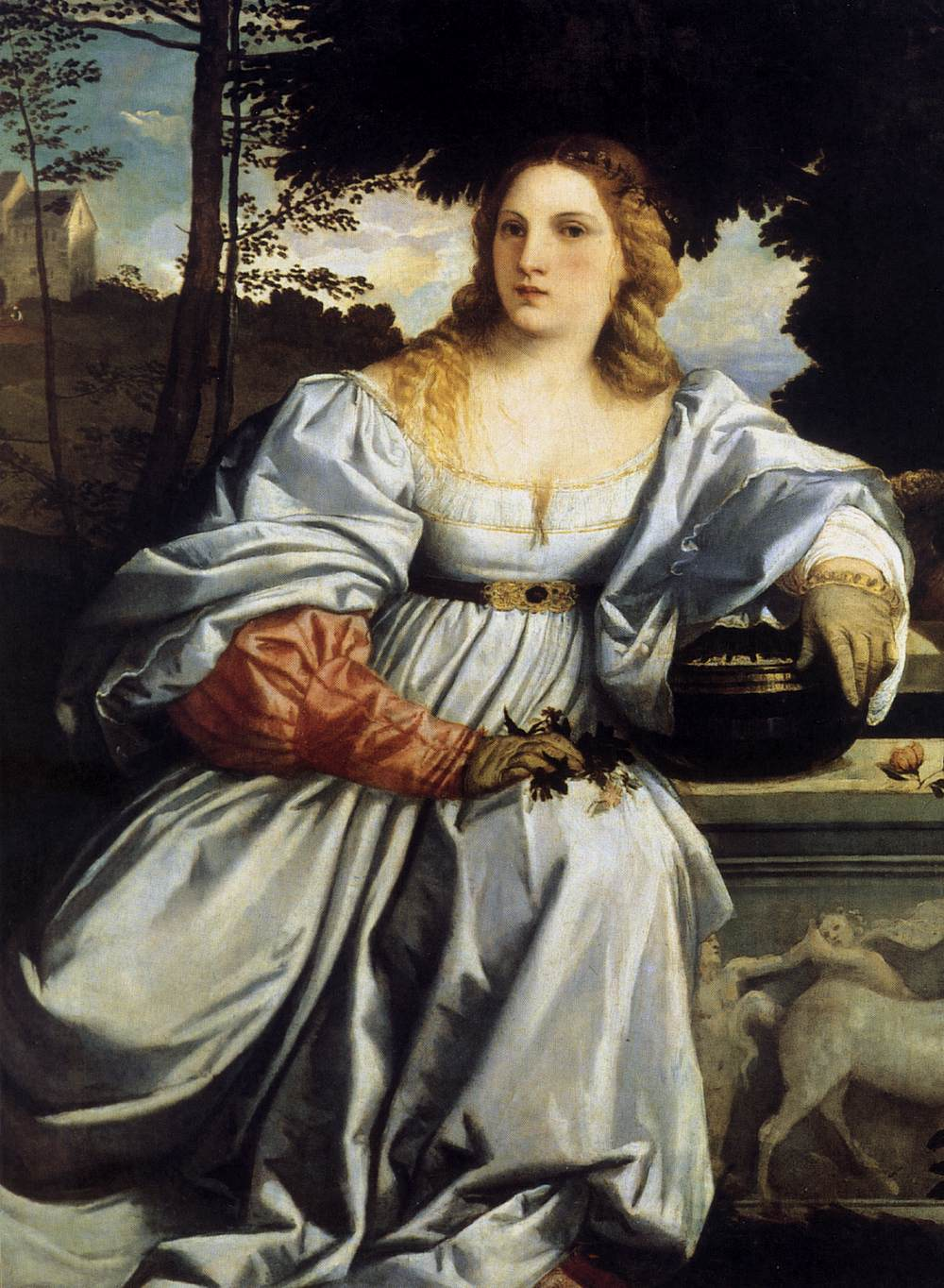
Amor profano o Venere Terrena

Lo stemma sulla fronte del sarcofago ha permesso di legare l'opera alle nozze avvenute nel maggio del 1514, tra il veneziano Niccolò Aurelio, segretario del Consiglio dei Dieci, che nel 1523 sarebbe diventato gran cancelliere di Venezia, e Laura Bagarotto, figlia del giureconsulto patavino Bertuccio Bagarotto, giustiziato il primo dicembre 1509 in piazza san Marco con l'accusa di aver tradito la Serenissima al tempo della conquista di Padova da parte dell'imperatore Massimiliano I d'Asburgo nel giugno del 1509.
Pervenne nelle collezioni Borghesi   probabilmente attraverso l'acquisto di sessantun dipinti del cardinal Paolo Emilio Sfondrati da parte di Scipione Borghese, nel 1608, con l'intermediazione del tesoriere, il cardinale Pallavicini.
Il soggetto del dipinto, nella sua ricchezza di elementi criptici, è tra i più studiati dell'intera storia dell'arte, e presuppone molteplici livelli di lettura. Ad esso hanno dedicato interi saggi De Logu e Argan.

## Descrizione

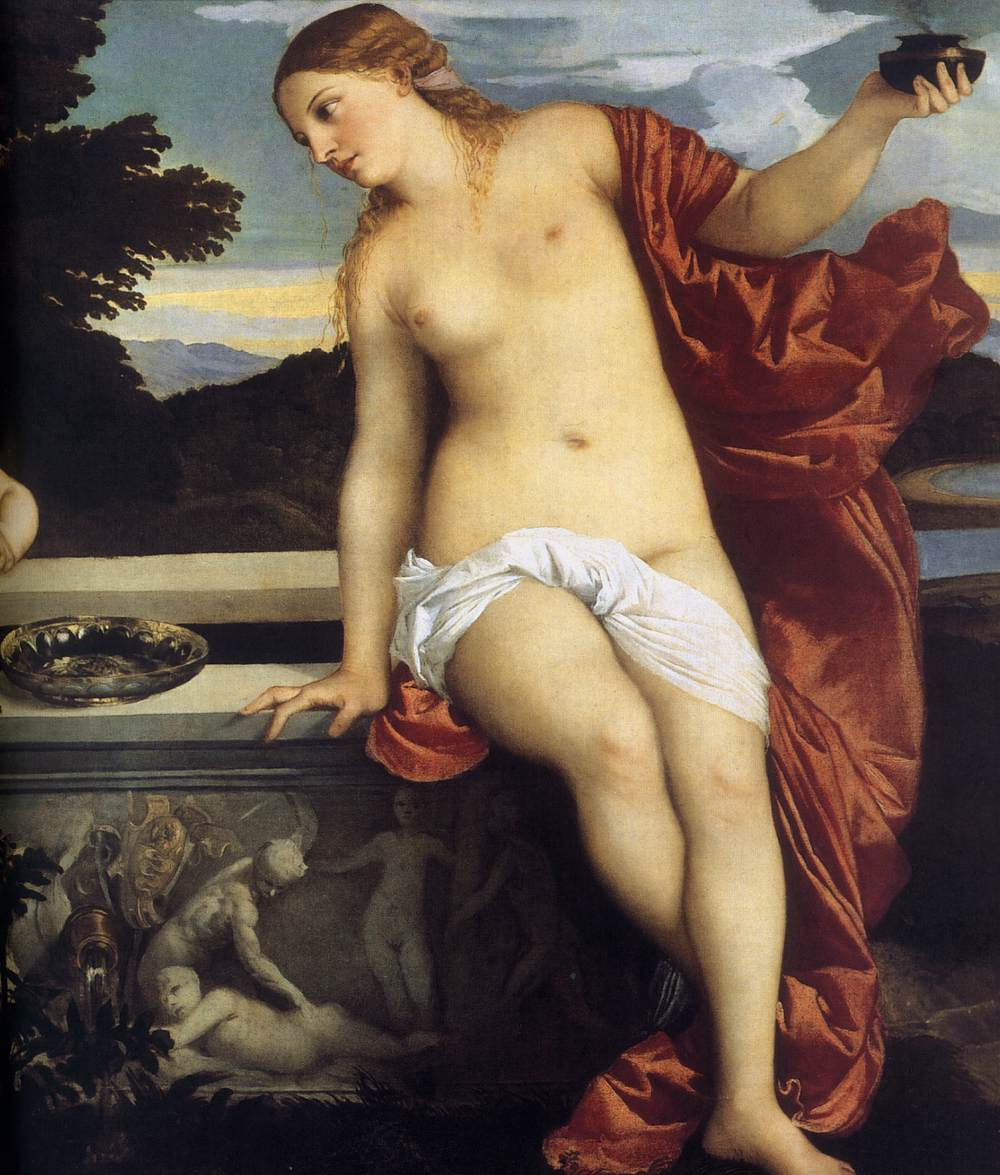
Amor profano

In un paesaggio bucolico due donne, una vestita e una seminuda (rappresentanti rispettivamente Amor Profano e Amor Sacro), stanno nei pressi di una fontana, nel quale un bambino alato (Eros/Cupido)  rimesta le acque ivi contenute. Le due donne presentano una fisionomia identica, e i loro tessuti presentano gli stessi colori, in proporzioni speculari: questo significa, secondo la psicologia di Tiziano, che ogni persona possiede entrambe le caratteristiche di natura opposta, che in questo caso sono, appunto, l'amore sacro/divino e l'amore profano/passionale. Sullo sfondo si vedono una città all'alba (a sinistra) contrapposta da un villaggio al tramonto (a destra), dei cavalieri e dei pastori.
L'opera rappresenta tutte le sfaccettature della donna, quella carnale e quella spirituale. La venere con il manto rosso tiene in mano aromi per gli dei, l'altra venere ha un vaso che ricorda le faccende domestiche. Ci sono dei conigli che rappresentano buon auspicio e fertilità. 
Alcuni hanno ipotizzato che Tiziano si sia ispirato al paesaggio della Val Lapisina, presso Serravalle, per alcuni anni residenza del pittore: così il castello di sinistra corrisponderebbe alla torre di San Floriano e lo specchio d'acqua al lago Morto.
Altri ipotizzano essere un paesaggio delle colline Asolane e il castello di sinistra è la Rocca Asolana.
Il paesaggio appare suddiviso in due sezioni, equamente ripartite da un albero posto al centro della scena, dietro al putto, così che ognuna delle due porzioni accompagni una delle due donne.

## Interpretazione

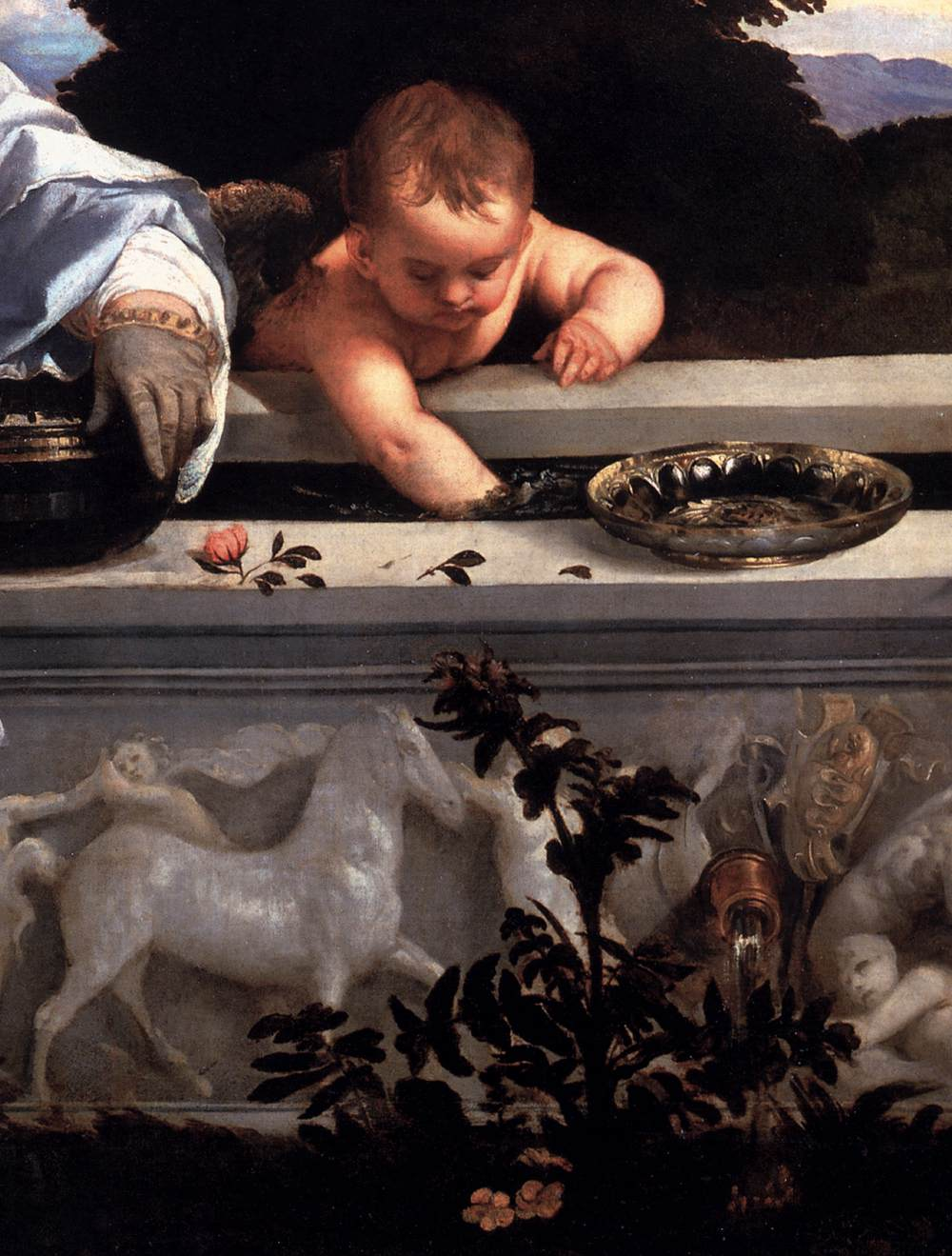
Il putto che mescola le acque

Il titolo con cui l'opera è nota non è che uno di quelli arbitrariamente attribuiti dai curatori degli inventari e cataloghi della Borghese, in particolare nel 1792 e nel 1833. Esso allude a una lettura in chiave moralistica.
Altri titoli susseguitisi nel tempo sono stati Beltà disornata e beltà ornata (1613), Tre Amori (1650), Amor profano e Amor divino (1693), Donna divina e donna profana (1700). Anche in epoca moderna le ipotesi per decifrare il soggetto sono state molteplici. Wickoff (1895) pensò a Venere che persuade Medea come negli Argonautica di Valerio Flacco; Gerstfeld credette di riconoscere nella donna a sinistra Violante, la figlia di Palma il Vecchio sulla scorta di un suo presunto ritratto a Vienna; Amore celeste e amore umano per Wind.
Il titolo tradizionale, per quanto errato, continua però ad esercitare fascino e ad essere usato, poiché mette bene in evidenza l'armonico dualismo che è alla base dell'incanto del dipinto.

### Interpretazione letteraria
Un'interpretazione che a lungo ha attirato gli studiosi è stata quella legata al Sogno di Polifilo di Francesco Colonna, pubblicazione di grande successo nella letteratura colta dell'epoca. Hourtiq, Panofsky e Saxl pensarono che le due donne fossero Polia e Venere dal suddetto racconto, mentre concordi, anche se più vaghi nel riconoscere specifici personaggi, furono Clerici (1918), Friedländer (1938), Wischnitzer-Bernstein (1943), Della Pergola (1955) e Mayer (1939), il quale ipotizzò che il tema fosse stato suggerito da Bembo. La decorazione della fontana mostra infatti simboli di morte e vita, con figure che sono state lette a destra come Venere che si punge un piede nel soccorrere Adone aggredito da Marte (scena derivata dal Sogno di Polifilo), mentre a sinistra come il ratto di Proserpina.
In questo senso la donna vestita potrebbe essere la stessa Polia, eroina del romanzo, o Proserpina.

### Interpretazione filosofica

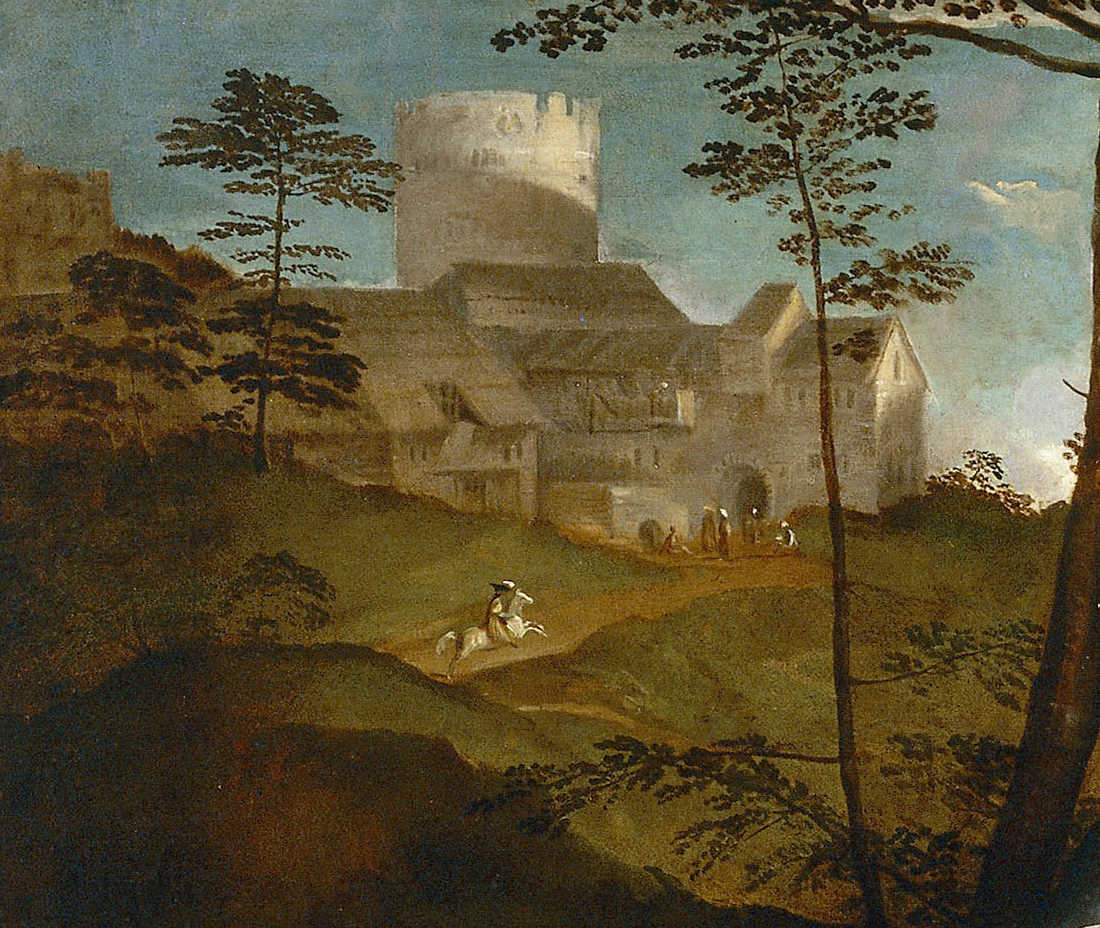
Il cavaliere diretto al castello

Un altro fiorente non è legato alle dottrine dell'Accademia neoplatonica di Marsilio Ficino, soprattutto riguardo alla contrapposizione tra la Venere terrena e la Venere celeste
La figura della donna nuda è spiegata come Venere Celeste, cioè immagine della bellezza universale e spirituale, che solleva un braciere acceso, variamente leggibile come simbolo di carità, di conoscenza o di illuminazione spirituale. Al contrario dell'interpretazione moralistica che ispirò i curatori seicenteschi della galleria, da cui deriva il titolo tradizionale dell'opera, essa non è una donna scollacciata, dedita all'amore carnale, ma è un ideale di bellezza classico, simbolo di semplicità e purezza, infatti ha come sfondo un paesaggio aperto, immerso nella luce (esempio di paesaggio moralizzato).
La donna vestita invece, per contrapposizione, sarebbe la Venere Terrena, simbolo degli impulsi umani e della forza generatrice della Natura, che è posta su uno sfondo ombroso. La posizione di Eros, al centro delle due, sarebbe quindi il punto di mediazione tra aspirazioni spirituali e carnali, tra il cielo e la terra.
Anche lo sfondo contribuisce a esprimere i diversi concetti legati alle allegorie: a sinistra, dietro all'Amor profano, si nota un paesaggio montuoso, con un sentiero in salita percorso da un cavaliere diretto al castello, leggibile come metafora di un percorso da compiere per giungere alla virtù, che si conquista con fatiche e rinunce o, alternativamente, come allusione al carattere "secolare" e "civile" dell'Amor profano; a destra il paesaggio è pianeggiante, disteso, punteggiato da greggi al pascolo che evocano le utopie bucoliche e in lontananza si scorge una chiesa, legandosi alla sfera religiosa e spirituale. Cantelupe si applicò poi a un esauriente esame iconologico elencando la molteplicità di spunti cristiani e pagani.
L'opera sarebbe così l'unica di Tiziano interpretabile in chiave neoplatonica, corrente caratteristica dell'ambiente toscano, cui si contrapponeva l'aristotelismo tipico di Venezia.

### Interpretazione nuziale

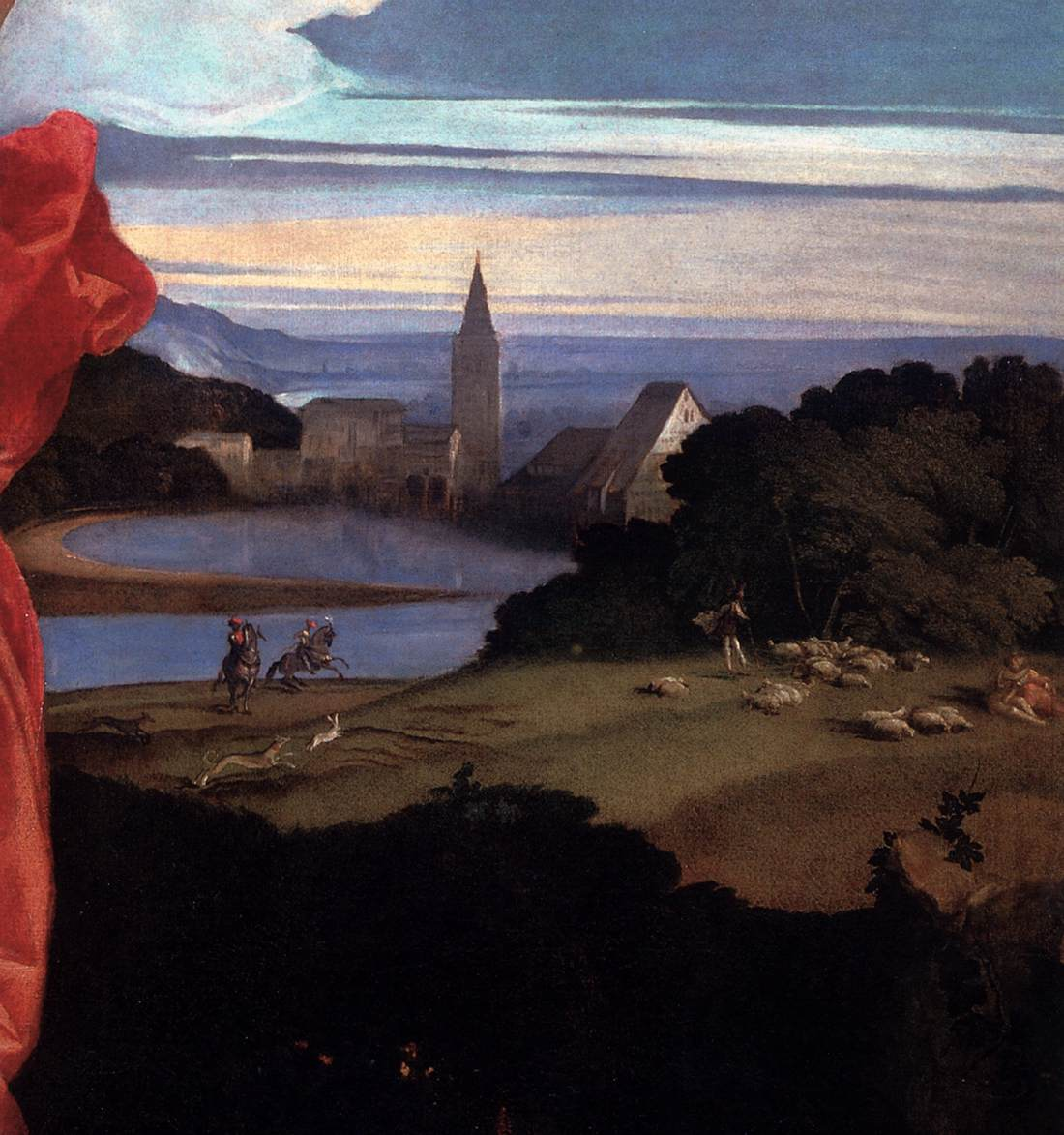
Il paesaggio con la chiesa sullo sfondo

In realtà, con l'identificazione del committente e delle circostanze della creazione del dipinto, supportate da inoppugnabili prove documentarie (Rona Goffen, 1993), il campo delle interpretazioni si è oggi ristretto ai temi matrimoniali, superando in un certo senso il fiume di inchiostro versato sulle letture legate alla letteratura amorosa e alla filosofia dell'epoca.
Interrompendo o per lo meno restringendo l'ormai secolare serie delle interpretazioni allegoriche, l'interpretazione che oggi va per la maggiore è legata al tema nuziale e alla celebrazione dell'amore. Le due fanciulle infatti, tanto simili da sembrare gemelle, sarebbero un'allusione alle due facce del matrimonio, una di "sessualità" (voluptas), legata alla sfera privata, e una di "castità" (pudicitia), legata alla sfera pubblica e al decoro della sposa. Queste due facce sono legate indissolubilmente, come le acque che il putto mescola al centro.
La donna seduta è abbigliata come una sposa dell'epoca, con l'abito candido, i guanti, la cintura, la corona di mirto (pianta sacra a Venere e qui simbolo di amore coniugale). Sul bordo della fontana essa tiene un bacile, un elemento tipico dei corredi poiché utilizzato dopo il parto, e quindi leggibile come un augurio di fertilità. Allo stesso significato allude la coppia di conigli sullo sfondo, come speranza di una copiosa prole.

## Stile
L'opera risente profondamente dell'influenza di Giorgione, soprattutto nell'uso dello sfondo bucolico e nel colore steso secondo la tecnica del tonalismo: si può quindi considerare un'opera di transizione nella maturazione artistica del pittore.
La fisionomia delle donne si ritrova in numerose opere di Tiziano dell'epoca, dalla santa Caterina nella Sacra conversazione Balbi alla Donna allo specchio del Louvre, dalla Vanità alla Flora.

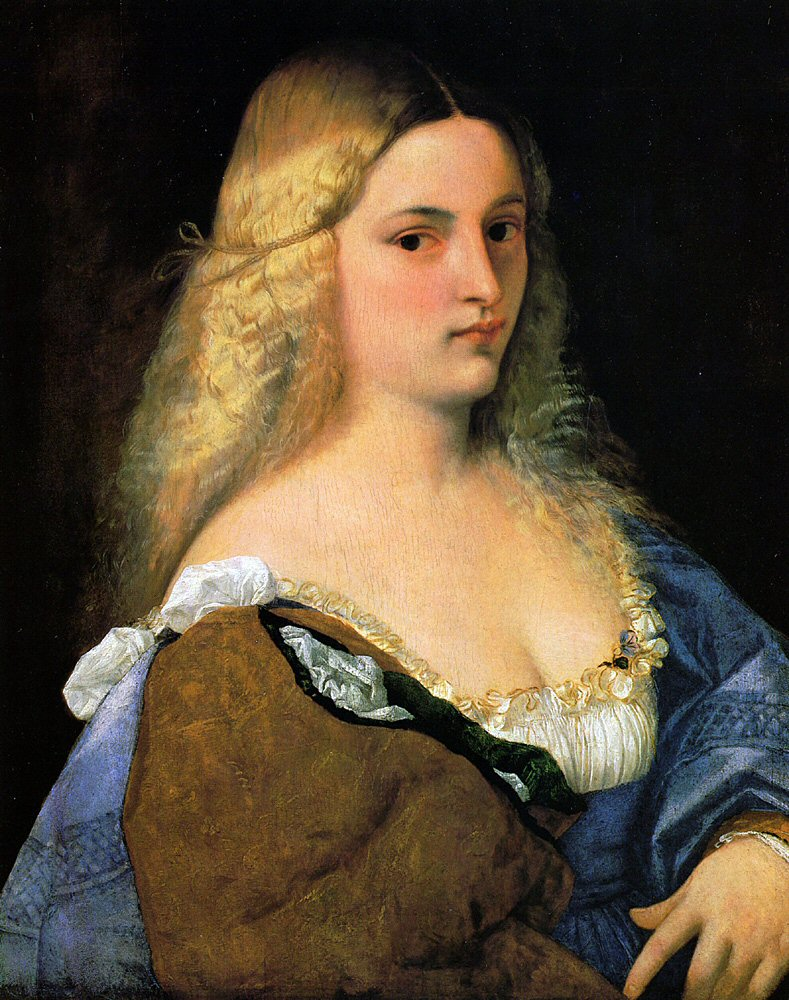
Violante (Kunsthistorisches Museum)
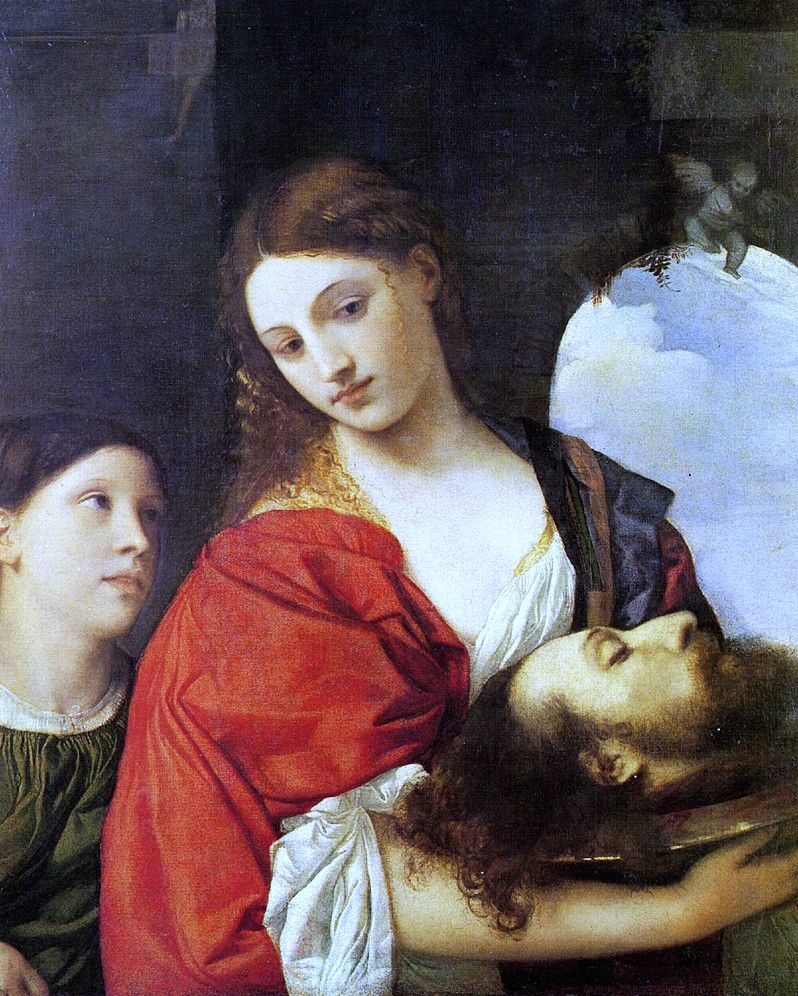
Salomè  (Galleria Doria Pamphilj)
Donna allo specchio (Louvre)
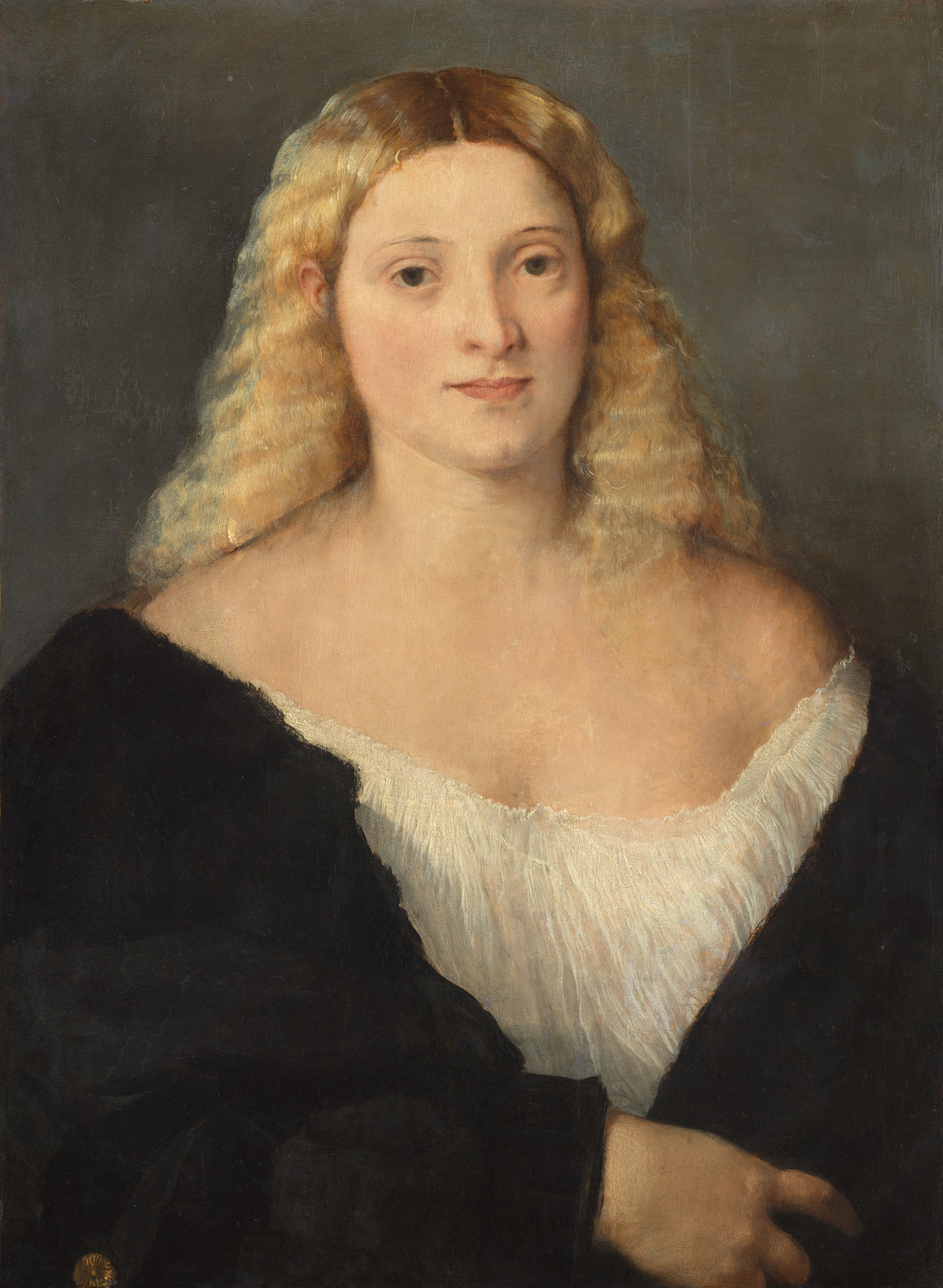
Giovane donna con veste nera (Kunsthistorisches Museum)
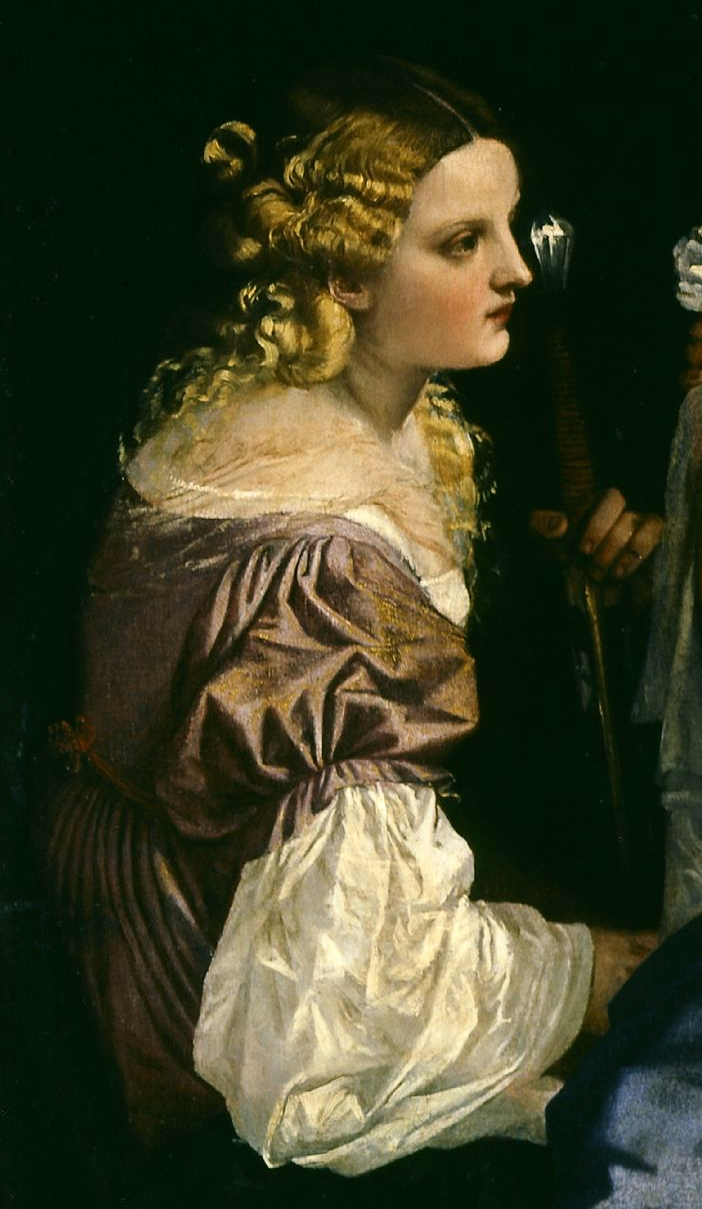
Sacra conversazione Balbi (Fondazione Magnani-Rocca, dettaglio)
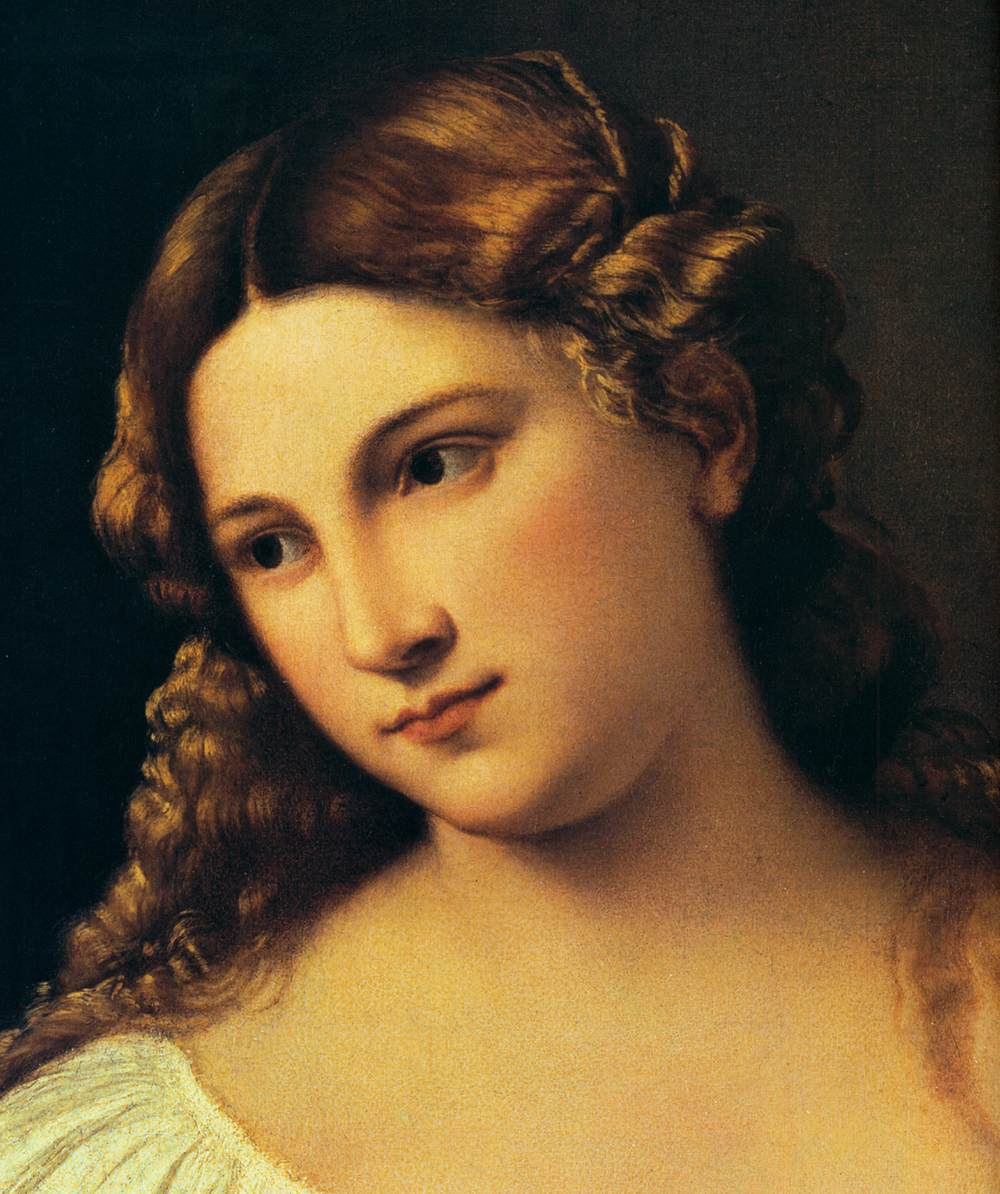
Flora (Uffizi, dettaglio)
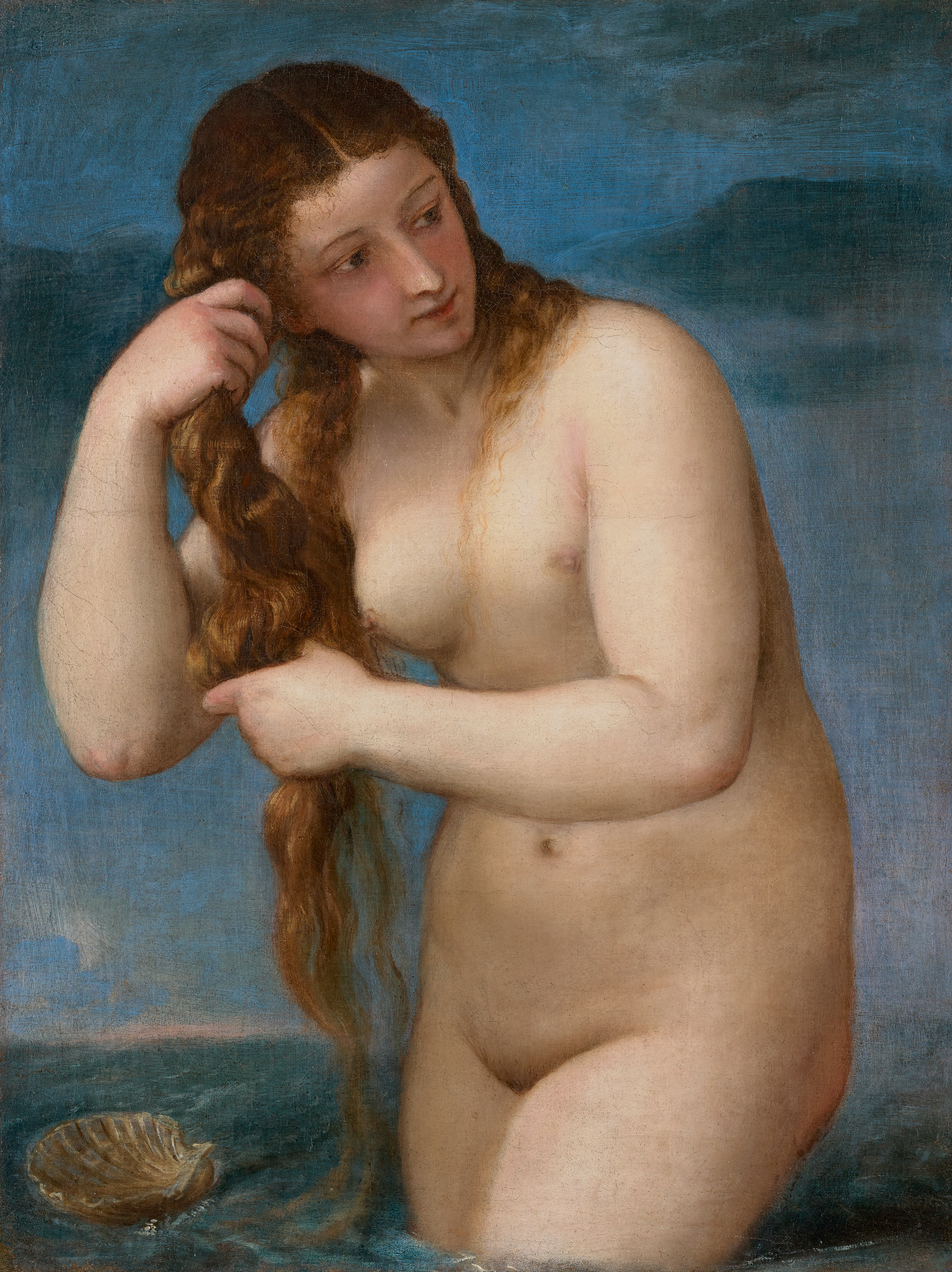
Venere Anadiomene (National Gallery of Scotland)
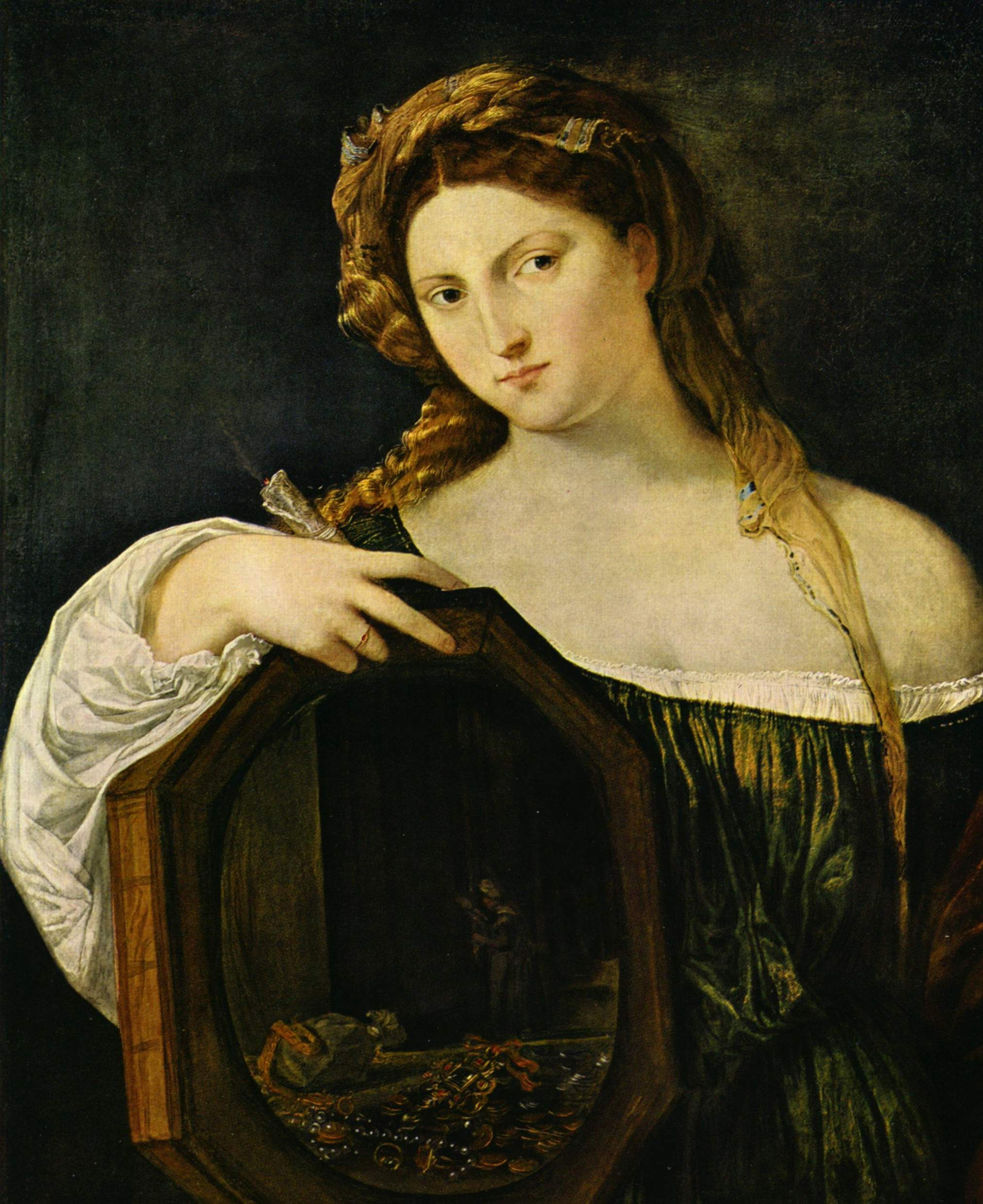
Vanità (Alte Pinakothek)